# 潘湘
潘湘（1466年—？年），字弘濟，浙江處州府宣平縣人，民籍。

## 生平
治《書經》，行十七，由國子生中式弘治十七年（1504年）甲子科應天府鄉試第九十三名舉人，年四十三歲中式正德三年（1508年）戊辰科會試第二百三十四名，第三甲第一百六十八名進士。初授太常寺博士，八年（1513年）六月选授南京山东道御史，十五年（1520年）官至云南曲靖府知府。

## 家族
曾祖潘彬。祖父潘中和。父潘玻。母陈氏。永感下。兄汤、洲、浇、淞、渶、淳、㶊、弟汸、沧、浪、池。